# Јаблоновски
Јаблоновски (рус. Яблоновский) урбано је насеље у Републици Адигеја.
Смештен је на левој обали реке Кубан насупрот Краснодара. Од овог града удаљен је свега 3 km, па је са њим повезан на два начина, друмским и железничким мостовима преко реке Кубан.
Према задњим подацима (из 2012. године), градић има 27 029 становника. Већина становника су Руси (72%), те Адигејци (15%), Јермени, Украјинци и Курди.

## Извор
- (језик: руски) Официальный сайт муниципального образования Яблоновского городского поселения